# Line Verndal
Linha Cecilie Verndal (Oslo, 23 de março de 1972) uma atriz norueguesa. Ela é mais conhecida por seu papel como Marit na série de televisão Himmelblå. Em 2011, ganhou o Prêmio Amanda de Melhor Atriz pelo longa-metragem Limbo de Maria Sødahl.

## Filmografia
| Ano       | Filme/Série de TV                                      | Papel                           |
| --------- | ------------------------------------------------------ | ------------------------------- |
| 2012      | Mad Ship (Filme)                                       | Solveig                         |
| 2011      | Nissene over skog og hei (Série de TV)                 | Kine Messel                     |
| 2011      | Varg Veum - dødens drabanter (Filme)                   | Cecilie                         |
| 2010      | Limbo (Filme)                                          | Sonia Moe                       |
| 2010      | Superhelter har ikke leggetid (Curta-metragem)         | Åshild, mãe                     |
| 2008–2010 | Himmelblå (Série de TV)                                | Marit Pedersen                  |
| 2007      | 5 løgner (Filme)                                       | Angela                          |
| 2005      | Ved kongens bord (Série de TV)                         | Oda Hagen                       |
| 2004      | Seks som oss (Série de TV)                             | Malin                           |
| 2004      | Deilig er jorden (Curta-metragem)                      | Mulher                          |
| 2003      | Kvinnen i mitt liv (Filme)                             | Veronica                        |
| 2003      | Tonight med Timothy Dahle (Telefilme)                  | Emilie Stray-Henriksen          |
| 2003      | Ulvesommer (Filme)                                     | Cecilie                         |
| 2002-2003 | Brigaden (Série de TV)                                 | Andrea Seiersted                |
| 2002      | Jeg er Dina (Filme)                                    | Greta                           |
| 2002      | Lekestue (Série de TV)                                 | Mãe de Jonathan                 |
| 2002      | Regjeringen Martin (Curta-metragem)                    | Nora                            |
| 2001      | Morgan Kane - Døden er en ensom jeger (Curta-metragem) | Mulher                          |
| 2001      | Nissene på låven (Série de TV)                         | Kine Messel                     |
| 2001      | En engel (Curta-metragem)                              | A assistente de direção         |
| 2000      | Første akt (Curta-metragem)                            | Modelo                          |
| 2001      | Pepper (Curta-metragem)                                | Mulher                          |
| 1997      | Dag 1 (Curta-metragem)                                 | Mulher                          |
| 1997      | Livredd (Filme)                                        | Irene                           |
| 1997      | Salige er de som tørster (Filme)                       | Britt, secretária de Karen Borg |
| 1997      | Min Drømmeserie, Lillelørdag (Série de TV)             | Benedicte                       |